# IEC 61355
Стандарт IEC 61355-1 Класифікація та позначення документів для установок, систем і устаткування описує правила та керівні принципи для уніфікованої класифікації та ідентифікації документів на основі їх характерного змісту інформації.
Він застосовується для всіх документів протягом життєвого циклу технічних продуктів, таких як заводи, системи або обладнання. Він також включає нетехнічні документи. Основним застосуванням є будівництво, монтаж та експлуатація хімічних підприємств та електростанцій, де кількість документів може скласти близько 100 000 документів.

## Класифікаційний код
Стандарт забезпечує з документ-видовий код класифікації (DCC) структурований літерний код для класифікації будь-якого виду документа.
Типовий код класифікації документу складається з трьох кодів-літер A1, A2, A3 з префіксом "&".
- A1 Код літер для класу технічної сфери
- A2 Код літер для основного класу
- A3 Код літер для підкласу

Літерний код A1 необов'язковий, якщо всі документи знаходяться в тій же технічній області. Літерні коди A2 та A3 ідентичні для всіх технічних областей.

## Технічні області
Технічні області:
| A1 | Технічні області                                                  |
| -- | ----------------------------------------------------------------- |
| A  | Все, що стосується управління                                     |
| B  | Все, що стосується технології                                     |
| C  | Будівельне проектування                                           |
| E  | Електротехніка, приладобудування та проектування систем керування |
| M  | Машинобудування (за звичай включаючи проектування процесів)       |
| P  | Проектування процесів (тільки якщо потребує відокремлення від М)  |

## Класи
Основні класи:
| A2 | Класи типів документів, головні класи                         |
| -- | ------------------------------------------------------------- |
| A  | Документація, що описує документи                             |
| B  | Документи, що стосуються управління                           |
| C  | Договірні та нетехнічні документи                             |
| D  | Документи з загальною технічною інформацією                   |
| E  | Технічні вимоги та документи вимірювань                       |
| F  | Функціональні документи                                       |
| L  | Документи розташування                                        |
| M  | Документи, що описують зв'язок                                |
| P  | Списки товарів                                                |
| Q  | Документи з управління якістю; документи, що описують безпеку |
| T  | Документи пов'язані з геометрією                              |
| W  | Операційні журнали та записи                                  |

## Головні класи та підкласи
Таблиця головних класів та підкласів
| A2 A3     | Класи типів документів, головні класи та підклас                           | Приклади типів документів |
| --------- | -------------------------------------------------------------------------- | --- |
| A         | Документація, що описує документи                                          | Документація, що описує документи |
| AA        | Адміністративні документи                                                  | - Обкладинка - Титульний лист |
| AB        | Списки (щодо документів)                                                   | - Перелік документів - Зміст - Список ключових слів |
| AC        | Пояснювальні документи (стосовно документів)                               | - Опис документа - План структури документації |
| AD ... AY | Зарезервований для майбутньої стандартизації                               | |
| AZ        | Вільний для користувача                                                    | |
| B         | Документи, що стосуються управління                                        | Документи, що стосуються управління |
| BA        | Реєстри                                                                    | - Список торговців - Список постачальників - Список розповсюджувачів |
| BB        | Звіти                                                                      | - Звіт про нараду - Звіт про стан справ - Технічний звіт - Звіт про збитки - Звіт в зборі - Введення в експлуатацію - Протокол передачі |
| BC        | Листування                                                                 | - Листи - Примітки |
| BD        | Документи з управління проектами                                           | - Відомість обміну документів - Табель |
| BE        | Документація з планування ресурсів                                         | - Графік - Мережевий план діяльності - Діаграма завантаження ресурсів |
| BF        | Доставка, зберігання та транспортні документи                              | - Специфікація відправлень - Накладна - Авіанакладна - Коносамент - Сертифікат походження - Специфікація зберігання - Специфікація транспорту - Пакувальна відомість |
| BG        | Планування місць розташування та документи організації місцезнаходження    | - Специфікація місця для персоналу |
| BH        | Документи щодо змін                                                        | - Повідомлення про зміну - Запит на зміну |
| BJ ... BR | Зарезервований для майбутньої стандартизації                               | |
| BS        | Документи з безпеки                                                        | - План евакуації - Інструкція з надзвичайних ситуацій - План протипожежного захисту - План захисту від шуму |
| BT        | Підготовка специфічних документів                                          | - Опис навчання |
| BU ... BY | Зарезервований для майбутньої стандартизації                               | |
| BZ        | Вільний для користувача                                                    | |
| C         | Договірні та нетехнічні документи                                          | Договірні та нетехнічні документи |
| CA        | Запити, розрахунки та документи пропозицій                                 | - Запит - Розрахунковий аркуш (комерційний) - Пропозиція - Лист про наміри - Лист прийняття |
| CB        | Затверджуючі документи                                                     | - Заява про видачу дозволу - Прийняття / авторизація - Ліцензія |
| CC        | Договірні документи                                                        | - Контракт - Умови доставки - Акт прийняття |
| CD        | Документи замовлень та доставки                                            | - Замовлення - Накладна |
| CE        | Бухгалтерські документи                                                    | - Рахунок |
| CF        | Страхові документи                                                         | - Страховий поліс - Звіт про збитки |
| CG        | Гарантійні документи                                                       | - Гарантійний сертифікат |
| CH        | Експертиза                                                                 | - Звіт |
| CJ ... CY | Зарезервований для майбутньої стандартизації                               | |
| CZ        | Вільний для користувача                                                    | |
| D         | Документи з загальною технічною інформацією                                | Документи з загальною технічною інформацією |
| DA        | Інформаційні аркуші                                                        | - Технічний паспорт, даташіт - Габаритні креслення |
| DB        | Пояснювальні документи                                                     | - Опис системи - Опис структури заводу - Опис системи маркування - Опис структури документації |
| DC        | Інструкція та посібники                                                    | - Інструкція з експлуатації - Керівництво користувача - Інструкції з монтажу - Інструкції виробництва - Інструкції з огляду - Інструкції з технічного обслуговування - Керівництво по експлуатації |
| DD        | Технічні звіти                                                             | - Технічний звіт - Звіт досліджень та розробок |
| DE        | Каталоги, Рекламні документи                                               | - Каталог - Брошура продукту |
| DF        | Технічні публікації                                                        | - Технічна публікація |
| DG ... DY | Зарезервований для майбутньої стандартизації                               | |
| DZ        | Вільний для користувача                                                    | |
| E         | Технічні вимоги та документи вимірювань                                    | Технічні вимоги та документи вимірювань |
| EA        | Документи юридичної вимоги                                                 | - Будівельні норми і правила - Умови експлуатації - Екологічні норми |
| EB        | Стандарти та правила                                                       | - Стандарт IEC - Стандарт ISO |
| EC        | Технічні специфікації / документи щодо вимог                               | - Технічні вимоги (Технічні характеристики) - Технічна специфікація (проект) - Споживчий список - Список компонентів / контрольно-вимірювальних приладів та контрольно-вимірювального обладнання - Перелік обладнання - Перелік обладнання технології управління - Список точок вимірювання та критеріїв - Список двигунів і навантажень - Специфікація технічних випробувань - Специфікація матеріалів |
| ED        | Документи щодо визначення розмірів                                         | - Розрахунковий аркуш (технічний) |
| EE ... EY | Зарезервований для майбутньої стандартизації                               | |
| EZ        | Вільний для користувача                                                    | |
| F         | Функціональні документи                                                    | Функціональні документи |
| FA        | Огляд функцій документів                                                   | - Карта мережі - Блок-схема - Оглядова діаграма |
| FB        | Діаграми потоку                                                            | - Базова технологічна схема - Технологічна схема (PFD) - Діаграма трубопроводів та приладів (P & ID) - Діаграма потоку рідини (UFD) |
| FC        | ЛМІ Макетні документи (ЛМІ = людина-машина інтерфейс)                      | - Ескіз макету дисплея екрану - Розташування екрана |
| FD        | Зарезервований для майбутньої стандартизації                               | |
| FE        | Функціональні характеристики                                               | - Функціональний опис |
| FF        | Функціональні схеми                                                        | - Функціональна схема - Функціональна схема логіки - Блок-схема функції - Графік послідовності - Еквівалентна схема - Технологічна схема |
| FG ... FN | Зарезервований для майбутньої стандартизації                               | |
| FP        | Опис сигналів                                                              | - Список сигналів |
| FQ        | Документи зі значеннями щодо налаштувань                                   | - Список налаштувань |
| FR        | Зарезервований для майбутньої стандартизації                               | |
| FS        | Схемотехнічні документи                                                    | - Електрична схема |
| FT        | Програмні документи                                                        | - Діаграма програми - Список кодів - Опис конструкції |
| FU ... FY | Зарезервований для майбутньої стандартизації                               | |
| FZ        | Вільний для користувача                                                    | |
| L         | Документи розташування                                                     | Документи розташування |
| LA        | Експлуатаційні та оглядові документи                                       | - Земельний план |
| LB        | Робочі документи земляних робіт та фундаментів                             | - План земельних робіт - Креслення фундаменту |
| LC        | Документи щодо будівельного каркаса                                        | - План армування - Статичне креслення |
| LD        | Документи, що описують місцезнаходження на місцевості                      | - Карта - План місцезнаходження - Монтажні креслення (місцезнаходження) - Монтажні діаграми (місцезнаходження) - Креслення маршрутизації кабелю (місцезнаходження) - План заземлення (місцезнаходження) |
| LE ... LG | Зарезервований для майбутньої стандартизації                               | |
| LH        | Документи що описують розміщення в будівлях (також кораблі, літаки та ін.) | - Будівельне креслення (будівництво) - Будівельні/монтажні креслення (будівництво) - Монтажні діаграми (будівництво) - Креслення маршрутизації кабелю (будівництво) - Креслення заземлення (будівництво) |
| LJ ... LT | Зарезервований для майбутньої стандартизації                               | |
| LU        | Документи, що описують місце розташування у приміщенні/на об'єктах         | - Групові креслення - Складальне креслення |
| LV ... LY | Зарезервований для майбутньої стандартизації                               | |
| LZ        | Вільний для користувача                                                    | |
| M         | Документи, що описують зв'язок                                             | Документи, що описують зв'язок |
| MA        | Документи для підключення                                                  | - Схема підключення - Таблиця з'єднань |
| MB        | Кабельні або трубопровідні документи                                       | - Кабельна діаграма - Кабельно-тягова карта - Список трубопроводів |
| MC ... MY | Зарезервований для майбутньої стандартизації                               | |
| MZ        | Вільний для користувача                                                    | |
| P         | Списки товарів                                                             | Списки товарів |
| PA        | Списки матеріалів                                                          | - Списки матеріалів |
| PB        | Список частин                                                              | - Список частин - Список запасних частин - Список функцій |
| PC        | Список елементів                                                           | - Список деталей або інший перелік матеріалів |
| PD        | Списки продуктів і типи продуктів                                          | - Список продуктів - Список видів продуктів |
| PE        | Зарезервований для майбутньої стандартизації                               | |
| PF        | Списки функцій                                                             | - Списки функцій |
| PG ... PK | Зарезервований для майбутньої стандартизації                               | |
| PL        | Списки місць розташування                                                  | - Списки місць розташування |
| PM ... PY | Зарезервований для майбутньої стандартизації                               | |
| PZ        | Вільний для користувача                                                    | |
| Q         | Документи з управління якістю; документи, що описують безпеку              | Документи з управління якістю; документи, що описують безпеку |
| QA        | Документи управління якістю                                                | - Керівництво з якості - План якості - Записи з якості - Довідник з якості - План ревізії - Звіт ревізії - Звіт про коригувальні дії - Звіт про відхилення - Декларація про відповідність |
| QB        | Документи що стосуються безпеки                                            | - Навчання щодо безпеки - Оцінка ризику |
| QC        | Документи з перевірки якості                                               | - Сертифікат випробувань - Сертифікат матеріла - Протокол випробування - Звіт про несправність |
| QD ... QY | Зарезервований для майбутньої стандартизації                               | |
| QZ        | Вільний для користувача                                                    | |
| T         | Документи пов'язані з геометрією                                           | Документи пов'язані з геометрією |
| TA        | Планувальні креслення                                                      | - Концептуальне креслення - Креслення дизайну, - Ескіз |
| TB        | Креслення конструкцій                                                      | - Габаритне креслення - Креслення інтерфейсу - Складальний кресленик - 3D-креслення |
| TC        | Виробничі та монтажні креслення                                            | - Виробничі креслення - План буріння - План зварювання |
| TD ... TK | Зарезервований для майбутньої стандартизації                               | |
| TL        | Договірні документи                                                        | - Робоче креслення |
| TM ... TY | Зарезервований для майбутньої стандартизації                               | |
| TZ        | Вільний для користувача                                                    | |
| W         | Операційні журнали та записи                                               | Операційні журнали та записи |
| WA        | Документи з уставками                                                      | - Рецепт на партію |
| WB ... WS | Зарезервований для майбутньої стандартизації                               | |
| WT        | Журнальні книги                                                            | - Операційний журнал - Журнал технічного обслуговування та модифікації - Журнал випробувань |
| WU ... WY | Зарезервований для майбутньої стандартизації                               | |
| WZ        | Вільний для користувача                                                    | |

Джерело:  DIN EN 61355-1:2009-03

## Зовнішні посилання
- Präsentation mit Beispielen zur Norm EN 61346 (Strukturierungsprinzipien und Referenzkennzeichnung) und EN 61355 (Klassifizierung und Kennzeichnung von Dokumenten)[недоступне посилання з червня 2019]
- International Electrotechnical Commission, IEC 61355-Datenbank, Sammlung genormter und eingeführter Dokumentenarten [Архівовано 31 серпня 2017 у Wayback Machine.]
- Interessengemeinschaft Energieverteilung, Normenübersicht [Архівовано 5 листопада 2014 у Wayback Machine.]
- Inhaltsverzeichnis der DIN EN 61355-1 (VDE 0040-3):2009-03 beim VDE-Verlag [Архівовано 31 серпня 2017 у Wayback Machine.]